# Bistrica (gmina Kozje)
Bistrica – wieś w Słowenii, w gminie Kozje. W 2018 roku liczyła 49 mieszkańców.